# Petea (okręg Kluż)
Petea – wieś w Rumunii, w okręgu Kluż, w gminie Pălatca. W 2011 roku liczyła 127 mieszkańców.